# Cloeophoromyia mirei
Cloeophoromyia mirei är en tvåvingeart som beskrevs av Loïc Matile 1970. Cloeophoromyia mirei ingår i släktet Cloeophoromyia och familjen platthornsmyggor. Inga underarter finns listade i Catalogue of Life.